# Vera (film)
Vera è un film del 1986 diretto da Sergio Toledo. Si ispira alla storia di Anderson Herzer, una ragazza transgender morta suicida a vent'anni.

## Trama
Vera, un'adolescente difficile, viene portata in riformatorio, dove resterà per qualche tempo. Uscita dalla struttura, conosce una ragazza di nome Clara. Le due diventano amiche, ma Clara ben presto realizza che Vera si comporta come se fosse un maschio e al tempo stesso ne rimane attratta.

## Produzione
L'attore Raul Cortez dà volto al personaggio di Paulo, ispirato al politico Eduardo Suplicy, che si adoperò in favore di Anderson. 

## Riconoscimenti
- Festival internazionale del cinema di Berlino
  - Orso d'argento per la migliore attrice